# John Lucas III
John Harding Lucas III (Washington D. C., 21 de noviembre de 1982) es un exjugador de baloncesto estadounidense y actual técnico asistente, que disputó 8 temporadas en la NBA. Con 1,80 metros de altura, jugaba en la posición de base. Es hijo del exjugador y entrenador John Lucas.

## Trayectoria deportiva

### High School
Lucas vivió en Wynnewood, Pensilvania, y jugó en el mismo instituto que Kobe Bryant. Posteriormente se mudó a Texas, donde asistió al Instituto Bellaire, donde coincidió con Emeka Okafor, actual pívot de Charlotte Bobcats, y Lawrence Roberts, exjugador de Memphis Grizzlies.

### Universidad
Lucas jugó durante dos años en la Universidad de Baylor, antes de trasladarse a Oklahoma State en 2003 debido al escándalo al que la sección de baloncesto de Baylor se vio relacionado y por el que fueron sancionados por violar varias reglas de la NCAA. En Baylor fue un Honorable Mention de la All-Big 12, siendo seleccionado por entrenadores y jugadores en su año sophomore (segundo), y formó parte del mejor quinteto de freshmans de la conferencia en su primer año en la universidad. 
Lucas finalizó su carrera universitaria con 1.877 puntos (766 en Baylor y 1.111 en Oklahoma State), cuarto en la historia de la Big 12, además de terminar en la tercera posición en triples convertidos (281) y quinto en asistencias (535). También en sus dos campañas en los Cowboys fue elegido en el mejor quinteto de la conferencia, promediando 16,3 puntos y 4,3 asistencias en 68 partidos. En su año sénior, lideró al equipo en anotación junto con Joey Graham con 17,7 puntos y 4,1 asistencias por encuentro, mientras que en su temporada júnior, tras aportar 15,1 puntos y 4,5 asistencias, fue nombrado Jugador del Año de la Big 12 por The Associated Press, Daily Oklahoman y Fort Worth Star-Telegram, junto con Tony Allen como co-Jugador del Año de la Big 12. Lucas se hizo un sitio en la memoria de la Universidad de Oklahoma State tras anotar la canasta ante Saint Joseph's que permitió a los Cowboys acceder a la Final Four de la NCAA de 2004.

### Profesional
En 2005, Lucas no fue seleccionado en el draft por ningún equipo, por lo que firmó un contrato con Minnesota Timberwolves para jugar las Ligas de Verano y posteriormente para la pretemporada. En la temporada 2005-06, Lucas fichó por Houston Rockets, aunque solo disputó dos partidos antes de ser cortado. Más tarde, volvió a fichar por los Rockets, con los que jugó 11 partidos más, y finalizó la temporada promediando 2.3 puntos y 0.9 asistencias en 8.2 minutos de juego. Durante la campaña, Lucas también jugó en Tulsa 66ers de la NBA Development League, donde promedió 16.6 puntos en 33.2 minutos.
El 10 de mayo de 2006, Lucas fichó por el Snaidero Udine de la liga italiana para cubrir la baja por lesión de Jerome Allen. Dos meses después, Lucas firmó un contrato de tres años con los Rockets. En la temporada 2006-07, Lucas llegó hasta los playoffs con la franquicia de Houston, cayendo eliminados en primera ronda ante Utah Jazz por 4-3. 
El 30 de octubre de 2007, Lucas fue uno de los cuatro jugadores a los que los Rockets rescindieron el contrato antes de comenzar la temporada 2007-08. Regresó a Italia para jugar en la Benetton Treviso, aunque fue despedido durante la temporada.
En septiembre de 2008, Lucas firmó con Oklahoma City Thunder, aunque fue cortado el 3 de noviembre sin haber debutado de manera oficial con los Thunder. Posteriormente jugó en los Colorado 14ers de la NBDL, proclamándose campeón y promediando 15,1 puntos, 4,4 asistencias y 2,4 rebotes por partido. El 27 de abril de 2009 fue contratado por el Tau Cerámica de la Liga ACB de España.
[actualizar]
El 27 de julio de 2012, firma por una temporada con Toronto Raptors.
El 22 de julio de 2013, firma con Utah Jazz.
El 22 de julio de 2014, es traspasado junto a Erik Murphy y Malcolm Thomas a Cleveland Cavaliers, a cambio de Carrick Felix. El 25 de septiembre, es traspasado junto a Erik Murphy, Dwight Powell, Malcolm Thomas a Boston Celtics, a cambio de Keith Bogans. Cuatro días después es cortado por los Celtics, sin llegar a debutar.
El 21 de octubre de  2014, Lucas firma con Washington Wizards, siendo cortado cuatro días después. Finalmente, el 21 de noviembre, firma por los Fujian Sturgeons de la CBA China. Su último encuentro con Fujian fue el 30 de enero de 2015, y dejó China promediando 26,3 puntos por partido, en 28 encuentros.
El 2 de febrero de 2015 firmó un contrato por 10 días con los Detroit Pistons. Firmando un segundo contrato de 10 días, el 12 de febrero.
El 26 de septiembre de 2016, firma con Minnesota Timberwolves. Pero el 7 de enero de 2017, tras cinco encuentros, fue cortado.

### Entrenador
El 21 de septiembre de 2017, se une al cuerpo técnico de los Minnesota Timberwolves como desarrollador de jugadores.
El 12 de septiembre de 2021, se une a Los Angeles Lakers como técnico asistente.

## Estadísticas de su carrera en la NBA

### Temporada regular
| Año     | Equipo    | PJ  | PT | MPP  | %TC  | %3P  | %TL   | RPP | APP | ROB | TPP | PPP |
| ------- | --------- | --- | -- | ---- | ---- | ---- | ----- | --- | --- | --- | --- | --- |
| 2005-06 | Houston   | 13  | 0  | 8.2  | .389 | .222 | .000  | .4  | .9  | .4  | .0  | 2.3 |
| 2006-07 | Houston   | 47  | 0  | 8.1  | .397 | .254 | .789  | .8  | .7  | .4  | .0  | 3.3 |
| 2010-11 | Chicago   | 2   | 0  | 5.0  | .333 | .000 | .000  | .0  | .5  | .0  | .0  | 1.0 |
| 2011-12 | Chicago   | 49  | 2  | 14.8 | .399 | .393 | .875  | 1.6 | 2.2 | .4  | .0  | 7.5 |
| 2012-13 | Toronto   | 63  | 0  | 13.1 | .386 | .377 | .720  | 1.0 | 1.7 | .4  | .0  | 5.3 |
| 2013-14 | Utah      | 42  | 6  | 14.1 | .326 | .298 | .625  | .9  | 1.0 | .3  | .0  | 3.8 |
| 2014-15 | Detroit   | 21  | 0  | 13.0 | .404 | .310 | 1.000 | .8  | 2.9 | .4  | .0  | 4.7 |
| 2016-17 | Minnesota | 5   | 0  | 2.2  | .250 | .000 | .000  | .0  | .2  | .4  | .0  | .4  |
| Total   | Total     | 242 | 8  | 12.1 | .383 | .344 | .768  | 1.0 | 1.5 | .4  | .0  | 4.7 |

### Playoffs
| Año   | Equipo  | PJ | PT | MPP  | %TC  | %3P  | %TL   | RPP | APP | ROB | TPP | PPP |
| ----- | ------- | -- | -- | ---- | ---- | ---- | ----- | --- | --- | --- | --- | --- |
| 2007  | Houston | 2  | 0  | 4.0  | .000 | .000 | .000  | .0  | .0  | .5  | .0  | 0.0 |
| 2012  | Chicago | 5  | 0  | 18.8 | .450 | .385 | 1.000 | 1.4 | 1.8 | .0  | .0  | 8.3 |
| Total | Total   | 7  | 0  | 14.6 | .439 | .397 | 1.000 | 1.0 | 1.3 | .1  | .0  | 6.1 |